# توماس فير هودجسون
توماس فير هودجسون (بالإنجليزية: Thomas Vere Hodgson)‏

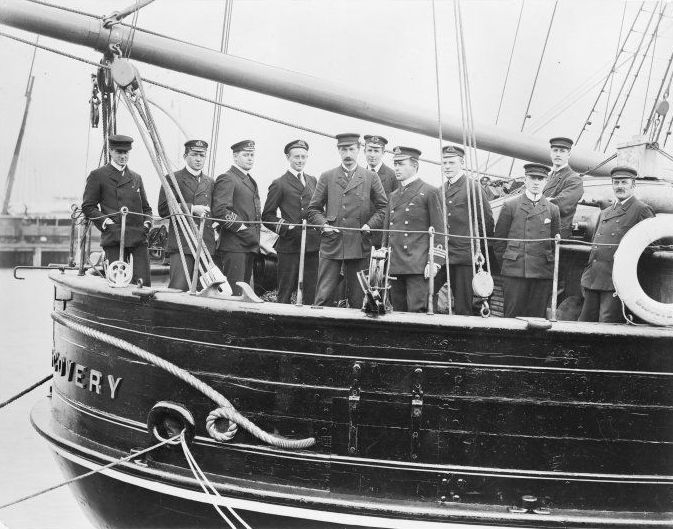
أعضاء بعثة ديسكفري: توماس هودجسون هو في أقصى اليمينتوماس

 فير هودجسون (1864-1926) كان عالم أحياء على متن سفينة اكتشاف خلال بعثة ديسكفري من 1901-1904، كان اهتمامه في علم الأحياء البحرية في البداية في وقت فراغه، ولكن في نهاية المطاف عمل في جمعية البيولوجي البحري في بليموث. كان يعمل مع مجموعات من بعثة عبور الجنوب، قبل أن ينضم إلى بعثة الاكتشاف باعتباره واحد من أقدم أعضائها، هودجسون عمل على اكتشاف أول وصف لقاع البحر العميق في القطب الجنوبي.
أعيد تعيين هودجسون كقائم على متحف بليموث.
نقطة رأس هودجسون، وهي أعلى نقطة في شمال جزيرة الأسود في أرخبيل روس سميت تيمناً بتوماس هودجسون بعد وفاته.
مترجم Thomas Vere Hodgson